# Truth (album, Jeff Beck)
Truth je debutové studiové album skupiny The Jeff Beck Group, vydané v roce 1968. Album produkoval Mickie Most. Album vyšlo jen pod hlavičkou Jeffa Becka, ale nahrála ho skupina The Jeff Beck Group, proto je označováno jako album této skupiny.

## Seznam skladeb
| Strana 1 | Strana 1         | Strana 1                     | Strana 1 |
| Pořadí   | Název            | Autor                        | Délka    |
| -------- | ---------------- | ---------------------------- | -------- |
| 1.       | Shapes of Things | McCarty, Relf, Samwell-Smith | 3:22     |
| 2.       | Let Me Love You  | Rod                          | 4:44     |
| 3.       | Morning Dew      | Dobson                       | 4:40     |
| 4.       | You Shook Me     | Dixon, Lenoir                | 2:33     |
| 5.       | Ol' Man River    | Kern, Hammerstein            | 4:01     |

| Strana 2       | Strana 2                       | Strana 2       | Strana 2 |
| Pořadí         | Název                          | Autor          | Délka    |
| -------------- | ------------------------------ | -------------- | -------- |
| 1.             | Greensleeves                   | traditional    | 1:50     |
| 2.             | Rock My Plimsoul               | Rod            | 4:13     |
| 3.             | Beck's Bolero (instrumentální) | Page           | 2:54     |
| 4.             | Blues Deluxe                   | Rod            | 7:33     |
| 5.             | I Ain't Superstitious          | Dixon          | 4:53     |
| Celková délka: | Celková délka:                 | Celková délka: | 40:16    |

## Sestava

### The Jeff Beck Group
- Jeff Beck – elektrická kytara, akustická kytara, basová kytara, zpěv
- Rod Stewart – zpěv
- Ronnie Wood – basová kytara
- Micky Waller – bicí

### Hosté
- Madeline Bell – zpěv
- John Carter – doprovodný zpěv
- Ken Lewis – doprovodný zpěv
- Clem Cattini – bicí
- Aynsley Dunbar – bicí
- Nicky Hopkins – piáno
- John Paul Jones – basová kytara, Hammondovy varhany
- Keith Moon – bicí, tympány
- Jimmy Page – dvanáctistrunná kytara
- neznámý hudebník – dudy
- neznámý orchestr

### Technická podpora
- Mickie Most – producent
- Ken Scott – inženýr